# Aero Ae 270 Spirit
O Aero Ae 270 Spirit foi um avião comercial monomotor para 8 passageiros desenvolvido pela Aero Vodochody e Aerospace Industrial Development Corporation. A aeronave seria equipada com um motor Pratt & Whitney Canada PT6A-42A ou PT6A-66A. Em outras versões, também pode servir como cargueiro ou missões de busca e salvamento.
Um protótipo realizou o primeiro voo no ano de 2000, com a certificação da EASA sendo emitida em 2005 e da FAA em 2006, mas a aeronave não fez sucesso e não houve produção em massa da mesma.

## História

### Protótipo
O projeto foi iniciado no início da década de 1990. A configuração da aeronave foi finalizada em 1993. Em 1997, a Aero tinha assinado um acordo com a AIDC (Aerospace Industrial Development Corporation), de Taiwan, para em conjunto fabricar e vender a aeronave através da Ibis Aerospace. O primeiro protótipo (0001, OK-EMA) foi concluído em 2000, voando pela primeira vez em 25 de julho de 2000.
O projeto inicial foi feito com um peso vazio de 1.790 kg e um peso máximo de decolagem de 3.000 kg, com um teto de serviço de 7 620 m (25 000 ft). Cinco protótipos foram planejados, dois para testes estáticos e dinâmicos e três para testes em voo. Os requisitos mudaram e a aeronave foi redesenhada para um melhor desempenho e capacidades, sendo acrescentados novos equipamentos e uma nova motorização escolhida. O segundo protótipo (parcial) foi usado para testes estáticos e o quarto, para testes de fadiga. O terceiro protótipo (OK-SAR) voou pela primeira vez em 2002. O quinto protótipo (OK-LIB) foi concluído em 2003, com seu primeiro voo sendo realizado em fevereiro. Um sexto protótipo (OK-INA) também foi finalizado em 2003. A UCL (Instituto Aeronáutico Civil da Chéquia) acrescentou novos requisitos, o que atrasou os testes subsequentes. O primeiro protótipo não estava mais apto para os testes de voo da EASA pois as mudanças eram significativas. Um sétimo protótipo (OK-EVA) foi construído em 2004.
Em 2004, a AIDC anunciou que não iria mais produzir asas para novas aeronaves. A Aero Vodochody também passava por problemas financeiros para a certificação e alguns membros da alta direção na Aero eram contra o programa. Parâmetros de voo deteriorando-se e o interesse da administração da Aero levaram ao cancelamento dos primeiros pedidos. A Aero nunca conseguiu calcular o preço de produção, principalmente pelo fato da asa ser produzida em Taiwan e uma produção alternativa na Chéquia nunca ter sido imaginada.
Ainda em 2004, a AIDC anunciou que suas prioridades mudaram da aviação civil para a militar. Ao mesmo tempo, a Aero também mudou suas prioridades. O interesse em declínio levou ao cancelamento de oitenta pedidos.

### Certificação
Sua aeronavegabilidade foi certificada pela Autoridade de Aviação Civil da Chéquia, permitindo treinamento, incluindo o início em uso comercial. A certificação da EASA foi concluída em 12 de dezembro de 2005 e da FAA em 24 de fevereiro de 2006.

### Suspensão do programa
Durante o ano de 2008, o projeto estava suspenso e três fuselagens não concluídas (incluindo o protótipo 0004 utilizado no teste de fadiga) foram movidas para o Museu Zruč u Plzně. Em julho de 2011, a Aero alegou que o programa do Ae-270 Ibis/Spirit (incluindo conhecimento obtido e ferramentas) seria vendido para a Bielorrússia, onde a produção em massa estava planejada para iniciar em 2015.
A Aircraft Integrated Solutions, uma empresa de engenharia aeronáutica britânica baseada em Manchester, anunciou em agosto de 2016 que iria reiniciar o programa após os direitos e propriedade intelectual, além das certificações europeias e americanas terem sido adquiridas por sua holding, um grupo de investimentos libanês denominado COPS.